# Hoplothrips fumiceps
Hoplothrips fumiceps är en insektsart som först beskrevs av Ian A. Hood 1925.  Hoplothrips fumiceps ingår i släktet Hoplothrips och familjen rörtripsar. Inga underarter finns listade i Catalogue of Life.